# セラフス
セラフス(θɑˈrɑχθ, Серахс, Saraghs/Serahs/Sarakhs/Saragt/Serakhs)とは、トルクメニスタンのアハル州のオアシス都市であり、セラフス県の行政の中心地である。北緯36度31分、東経61度12分、海抜285mに位置する。1991年当時の人口は10,000人。現在の人口は31,269人（2022年国勢調査）。
首都アシガバートの東南東290kmに位置し、テジェン川沿岸に集落が広がっている。トルクメニスタンとイランの国境に位置し、イラン側には同名の都市であるサラフスが存在する。
かつてのオアシスの中心地であるサラフスの旧市街は、現在のセラフスの集落からやや南に離れた小高い場所に存在していた。旧サラフスは古代シルクロードのオアシス都市の一つであり、東のメルヴと西のマシュハドに挟まれていた。旧市街の遺跡には、城塞のレンガの破片がいくつか残されている。セラフス、かつて存在したサラフスの遺跡、オアシスの他の遺跡は歴史文化保護区に指定されている。

## 語源
ソ連時代の旧称はトルクメン語の「サラクト」という名称であるが、古代から現代にいたるまでサラフスと呼ばれていた。名前の意味は明らかではないが、中世の歴史家は人名に由来すると考えていた。

## 歴史
セラフス周辺のオアシスには古くから人類が居住し、紀元前4千年紀の新石器時代に最初の集落が出現した。紀元前507年にサラフスの町が建設されたといわれ、幾分か恣意的に設定された年代ではあるが、1993年に町の建設2500周年を祝福する公的な祭典が開かれた。
サーサーン朝の時代にサラフスから約15km東の地点にゾロアスター教の拝火神殿が建設され、1997年よりワルシャワ大学の考古学者によって発掘が行われている。イスラム勢力のペルシア征服の後、数世紀の間オアシスは無人となったが、ターヒル朝の時代に集落が建設された。セルジューク朝の時代には有名な建築学校がサラフスに置かれ、11世紀のスーフィーであるアブル＝ファズラを祀る霊廟が建てられた。
1884年にサラフス周辺のオアシス地帯がロシア帝国に併合された後、現代のセラフスにあたる集落が建設され、イランとの国境にあるロシア軍の駐屯地として役割を果たした。セラフスには主にロシア系とポーランド系の入植者が居住しており、正教会の教会が町に建てられたが、教会は現存していない。

## 気候
セラフスの気候はステップ気候（BSh）と砂漠気候(BWh)の中間であり、寒さが厳しい冬期とうだるように暑く雨が降らない夏期がある。降雨はおおむね少なく不安定であり、主に秋と冬に発生する。
セラフスでは小麦、ピスタチオが栽培されている。
| セラフスの気候                                    | セラフスの気候 | セラフスの気候 | セラフスの気候 | セラフスの気候 | セラフスの気候 | セラフスの気候 | セラフスの気候 | セラフスの気候 | セラフスの気候 | セラフスの気候 | セラフスの気候 | セラフスの気候 | セラフスの気候 |
| 月                                                | 1月            | 2月            | 3月            | 4月            | 5月            | 6月            | 7月            | 8月            | 9月            | 10月           | 11月           | 12月           | 年             |
| ------------------------------------------------- | -------------- | -------------- | -------------- | -------------- | -------------- | -------------- | -------------- | -------------- | -------------- | -------------- | -------------- | -------------- | -------------- |
| 最高気温記録 °C （°F）                            | 29.5 (85.1)    | 32.9 (91.2)    | 39.9 (103.8)   | 41.6 (106.9)   | 45.7 (114.3)   | 47.3 (117.1)   | 48.2 (118.8)   | 47.3 (117.1)   | 45.7 (114.3)   | 44.3 (111.7)   | 36.2 (97.2)    | 33.0 (91.4)    | 48.2 (118.8)   |
| 平均最高気温 °C （°F）                            | 11.0 (51.8)    | 13.0 (55.4)    | 18.7 (65.7)    | 25.6 (78.1)    | 32.5 (90.5)    | 37.3 (99.1)    | 39.0 (102.2)   | 37.4 (99.3)    | 32.6 (90.7)    | 26.0 (78.8)    | 17.7 (63.9)    | 12.2 (54)      | 25.25 (77.46)  |
| 日平均気温 °C （°F）                              | 5.5 (41.9)     | 7.2 (45)       | 12.3 (54.1)    | 18.5 (65.3)    | 25.0 (77)      | 29.9 (85.8)    | 31.6 (88.9)    | 29.5 (85.1)    | 24.4 (75.9)    | 18.0 (64.4)    | 11.1 (52)      | 6.7 (44.1)     | 18.31 (64.96)  |
| 平均最低気温 °C （°F）                            | 1.4 (34.5)     | 2.6 (36.7)     | 7.1 (44.8)     | 12.6 (54.7)    | 18.0 (64.4)    | 22.4 (72.3)    | 24.1 (75.4)    | 22.1 (71.8)    | 17.2 (63)      | 11.3 (52.3)    | 5.9 (42.6)     | 2.4 (36.3)     | 12.26 (54.07)  |
| 最低気温記録 °C （°F）                            | −25.6 (−14.1)  | −23.3 (−9.9)   | −11.4 (11.5)   | −3.0 (26.6)    | 2.6 (36.7)     | 9.0 (48.2)     | 12.1 (53.8)    | 9.7 (49.5)     | 2.1 (35.8)     | −7.9 (17.8)    | −15.3 (4.5)    | −22.1 (−7.8)   | −25.6 (−14.1)  |
| 降水量 mm （inch）                                | 28.3 (1.114)   | 32.5 (1.28)    | 41.3 (1.626)   | 30.2 (1.189)   | 11.8 (0.465)   | 0.8 (0.031)    | 0.3 (0.012)    | 0.1 (0.004)    | 0.9 (0.035)    | 5.2 (0.205)    | 15.7 (0.618)   | 16.6 (0.654)   | 183.7 (7.233)  |
| 平均降水日数 （≥0.1 mm）                          | 5.8            | 6.3            | 5.5            | 3.2            | 1.5            | 0.2            | 0.2            | 0.1            | 0.3            | 1.0            | 3.8            | 4.6            | 32.5           |
| % 湿度                                            | 70.1           | 66.8           | 59.9           | 51.3           | 38.9           | 26.9           | 25.3           | 24.2           | 29.3           | 40.5           | 59.4           | 70.7           | 46.94          |
| 平均月間日照時間                                  | 146.8          | 141.5          | 172.7          | 213.0          | 302.2          | 359.5          | 378.7          | 358.9          | 315.1          | 256.0          | 191.7          | 145.8          | 2,981.9        |
| 出典1：Pogoda.ru.net, climatebase.ru (sun)        |                |                |                |                |                |                |                |                |                |                |                |                |                |
| 出典2：NOAA (sun & precipitation days, 1961-1990) |                |                |                |                |                |                |                |                |                |                |                |                |                |

## 交通
セラフスはイランとトルクメニスタンの国境の通過地点にあり、テジェンからイランのマシュハドに向かう路線の貨物列車はここで台車交換をしなければならない。